# Hans Goldschmidt
Johannes (Hans) Wilhelm Goldschmidt (ur. 18 stycznia 1861 w Berlinie, zm. 21 maja 1923 w Baden-Baden) – niemiecki chemik, wynalazca termitu.

## Życiorys
Studiował u Roberta Bunsena na Uniwersytecie Berlińskim, tak jak jego brat, Karl Goldschmidt. Później przejął firmę Chemische Fabrik Th. Goldschmidt należącą do jego ojca, Theodora Goldschmidta.
Przypisuje się mu wynalezienie termitu i amalgamatu sodowego, razem z Juliusem Tafelem.
W termicie, który wynalazł i opatentował w 1893 roku, zachodzą reakcje:
2Al + Fe
2O
3  →  Al
2O
3 + 2Fe     ΔH = −851,5 kJ/mol
8Al + 3Fe
3O
4  →  4Al
2O
3 + 9Fe     ΔH = −3347,6 kJ/mol
Polega ona na egzotermicznej reakcji redoks, w których glin jest reduktorem.